# Загайкевич, Мария Петровна
Мария Петровна Загайкевич (укр. Загайкевич Марія Петрівна, 31 октября 1926, Львов — 1 апреля 2014, Киев) — украинский музыковед, доктор искусствоведения (1982).

## Биография
Родилась в семье музыкантов — виолончелиста Петра Пшенички и пианистки Стефании. Отец — профессор в Высшем музыкальном институте им. Н.Лысенко, там же работала преподавателем по классу фортепиано С.Пшеничка.
Начальное образование получила в «Родной школе» им. Т. Шевченко.
1941—1944 — училась в Академической гимназии во Львове.
Параллельно училась игре на фортепиано в Высшем музыкальном институте им. Н. Лысенко (класс Романа Савицкого).
С 1944 по 1950 — училась во Львовской государственной консерватории на фортепианном факультете по классу проф. Тараса Шухевича.
Работала концертмейстером в музыкальной школе-десятилетке и преподавателем фортепиано в Музыкальной школе-семилетке № 1 во Львове.
1951 — поступила в аспирантуру Института искусствоведения, фольклора и этнографии АН УССР (ныне Институт искусствоведения, фольклористики и этнологии им. М. Рыльського НАН Украины) в Киеве.
1954 — защитила кандидатскую диссертацию на тему «Творчество С. Людкевича» и осталась работать в Институте в должности младшего (1955), затем старшего (1958) и ведущего (1986) научного сотрудника.
C 1959 — член Союза композиторов Украины (глава Музыковедческой комиссии, член Правления).
1981 — защитила докторскую диссертацию «Украинское балетное творчество (Проблемы драматургии и развития жанра)».
1982 — получила научную степень доктора искусствоведения, в 1995 — звание профессора.
С 1990 года, после выхода на пенсию, работает в Институте искусствоведения, фольклористики и этнологии им. М. Рыльского НАН Украины в Киеве ведущим научным сотрудником-консультантом.
1997—2000 — профессор Академии танца, Киевского факультета хореографии Славянского университета в Киеве (курсы «История балетного творчества» и «Украинская национальная танцевальная культура»)

## Основные направления научных исследований

### История украинской музыки XIX—XX вв.
Монографии о выдающихся композиторах С. Людкевиче, М. Вербицком, Л. Колодубе, обзоры развития музыкального театра.

### Украинский балетный театр
Автор книг:
- «Лісова пісня. Балет М. Скорульского» (1963)
- «Українська балетна музика» (1969)
- «Драматургія балету» (1978)

Исследует проблемы драматургии балета, анализ принципов построения образной системы балетного спектакля, взаимодействие его основных компонентов — музыки, либретто, хореографии, сценографии. Автор статей в сборниках и периодике.

## Награды
2000 — Лауреат Премии им. Н. В. Лысенко